# Vorbjerg Gravhøje
Vorbjerg Gravhøje er en række markante gravhøje i landskabet mellem Vestbirk og Nim i Horsens Kommune. Højene der ligger i tre grupper, Vorbjerg Høje, Møgelbjerg der som den højeste ligger 109 meter over havet og Slagballe Banke, blev fredet i 1958 og 1959. Det var Nationalmuseet, der ønskede fredningen gennemført, fordi man frygtede at området ellers ville blive beplantet, udnyttet til grusgrav eller lignende. Nationalmuseet skrev at de “7 meget anseelige og velbevarede høje, tilsammen udgør en af de mest imponerende grupper i hele landet – højt beliggende i et naturskønt, uopdyrket areal, bevokset med lyng, græs og gyvel, og med en enestående udsigt mod øst og vest”.

## Eksterne kilder og henvisninger
- Om højene og fredningen  på fredninger.dk
- Om området Arkiveret 23. januar 2016 hos  Wayback Machine på horsensmuseum.dk

|  | Denne artikel om lokaliteten Vorbjerg Gravhøje kan blive bedre, hvis der indsættes et (bedre) billede. Du kan hjælpe ved at afsøge Wikimedia Commons for et passende billede eller lægge et op på Wikimedia Commons med en af de tilladte licenser og indsætte det i artiklen. |

55°56′41.77″N 9°42′31.61″Ø / 55.9449361°N 9.7087806°Ø